# Чернишов Володимир Гнатович
Володимир Гнатович Чернишов (рос. Владимир Игнатьевич Чернышёв; нар. 2 серпня 1934 — пом. 1978, Москва, СРСР) — радянський футболіст та тренер, виступав на позиції воротаря. Майстер спорту СРСР.

## Кар'єра гравця
Вихованець юнацької команди московського «Локомотива». Практично всю кар'єру виступав за «Спартак» Москва (1946-1955). Завершував футбольну кар'єру в 1956 році у футболці станіславського «Спартака».

## Кар'єра тренера
Головний тренер: «Труда» (Фрязіно) 1957-1966, «Машинобудівника» (Балашиха): 1967-1969, «Машинобудівника» (Подольськ) 1970-1972. Тренер: СДЮШОР «Спартак» (Москва) 1973-1987. старший тренер СДЮШОР «Спартак» (Москва) 1975-1987. Заступник голови тренерської ради Федерації футболу Москви — 80-90-і роки XX століття. Головний тренер команди інвалідів-ампутантів «Спартак» (Москва) та збірної Росії: 1992-1998.

## Досягнення
- Чемпіонат СРСР
  -  Чемпіон (2): 1952, 1953
  -  Бронзовий призер (1): 1949

- Кубок СРСР
  -  Володар (1): 1950